# Нільс ван дер Пул
Нільс ван дер Пул (швед. Nils van der Poel; нар. 25 квітня 1996 року, Тролльгеттан, Швеція) — шведський ковзаняр голландського походження, дворазовий олімпійський чемпіон, учасник зимових Олімпійських ігор 2018 року.

## Життєпис
Нільс ван дер Пул народився у місті Тролльгеттан, лен Вестра-Йоталанд, Швеція. Займатися ковзанярським спортом почав після того, як його рідна сестра вирішила закінчити з цим спортом та віддала йому свої ковзани. Його батько, колишній гравець в хокей, також мотивував Нільса займатися ковзанярським спортом. Професійно тренується на базі клубу «SK Trollhättan», Тролльгеттан. Багаторазовий призер шведських юнацьких, регіональних та національних змагань (National championships, National championships Juniors и т.п.). В національній збірній за його підготовку відповідає швед — Маттіас Гаддерс (англ. Mattias Hadders).

### Результати
Золотою медаллю завершився виступ ван дер Пула на чемпіонаті світу з ковзанярського спорту в класичному багатоборстві 2018 року, що відбувся в голландському місті — Амстердам. 11 березня на Олімпійському стадіоні в забігу на 10 000 м серед чоловіків він фінішував першим з заліковим результатом 13:40.38. Одразу за ним фінішували двоє представників Нідерландів: Патрік Руст (13:44.94 (+4.56) — 2-е місце) і Марсель Боскер (13:49.49 (+9.11) — 3-е місце). В загальному заліку, за результатами всіх забігів, з 156.799 очками ван дер Пул зайняв 6-е місце.
На зимових Олімпійських іграх 2018 року ван дер Пул був заявлений для участі в забігові на 5000 м. 11 лютого 2018 року на ковзанярському стадіоні Олімпійський Овал Каннина в забігові на 5000 м він фінішував з результатом 6:19.06 (+9.30). В загальному заліку Нільс ван дер Пул зайняв 14-е місце.

### Особисті досягнення
| забіг    | дата              | результат | місце                |
| -------- | ----------------- | --------- | -------------------- |
| 500 м    | 7 січня 2017      | 37,87     | Геренвен, Нідерланди |
| 1000 м   | 15 листопада 2014 | 1.13,92   | Гамар, Норвегія      |
| 1500 м   | 6 грудня 2017     | 1.47,63   | Солт-Лейк-Сіті, США  |
| 3000 м   | 15 листопада 2014 | 3.51,12   | Гамар, Норвегія      |
| 5000 м   | 1 грудня 2017     | 6.16,03   | Калгарі, Канада      |
| 10 000 м | 11 грудня 2016    | 13.04,79  | Геренвен, Нідерланди |

## Олімпійські ігри
| Рік  | Місто                     | 5000 метрів | 10000 метрів |
| ---- | ------------------------- | ----------- | ------------ |
| 2018 | Пхьончхан, Південна Корея | 14          | —            |
| 2022 | Пекін, Китай              | 1           | 1            |